# Silver Bullet (film)
Silver Bullet (1985) este un film de groază bazat pe nuvela Cycle of the Werewolf scrisă de Stephen King. În rolurile principale joacă actorii Gary Busey, Everett McGill, Megan Follows, Corey Haim, Terry O'Quinn, Lawrence Tierney, Bill Smitrovich, Kent Broadhurst, David Hart și James Gammon. Filmul este regizat de Dan Attias și produs de Dino De Laurentiis.

## Prezentare
Orășelul Mill Tarker era un loc foarte liniștit unde nimic nu se întâmpla. Dar acest lucru s-a schimbat într-o noapte, când au început crimele. Locuitorii orașului cred că este vorba de un criminal maniac și intenționează să-l vâneze. Marty, un băiat handicapat, consideră că ucigașul nu este om ci vârcolac.

## Actori
- Gary Busey este Uncle Red
- Everett McGill este Reverend Lester Lowe/Werewolf
- Corey Haim este Marty Coslaw
- Megan Follows este Jane Coslaw
- Terry O'Quinn este Sheriff Joe Haller
- Robin Groves este Nan Coslaw, Marty's mother
- Leon Russom este Bob Coslaw, Marty's father
- Bill Smitrovich este Andy Fairton
- Lawrence Tierney este Owen Knopfler
- Kent Broadhurst este Herb Kincaid, Brady's father
- James Gammon este Arnie Westrum
- Wendy Walker este Stella Randolph
- James A. Baffico este Milt Sturmfuller
- Joe Wright este Brady Kincaid, Marty's best friend.
- David Hart este Pete Maxwell, deputy Sheriff
- Herb Harton este Elmer Zinneman